# Universitätsbibliothek Bern

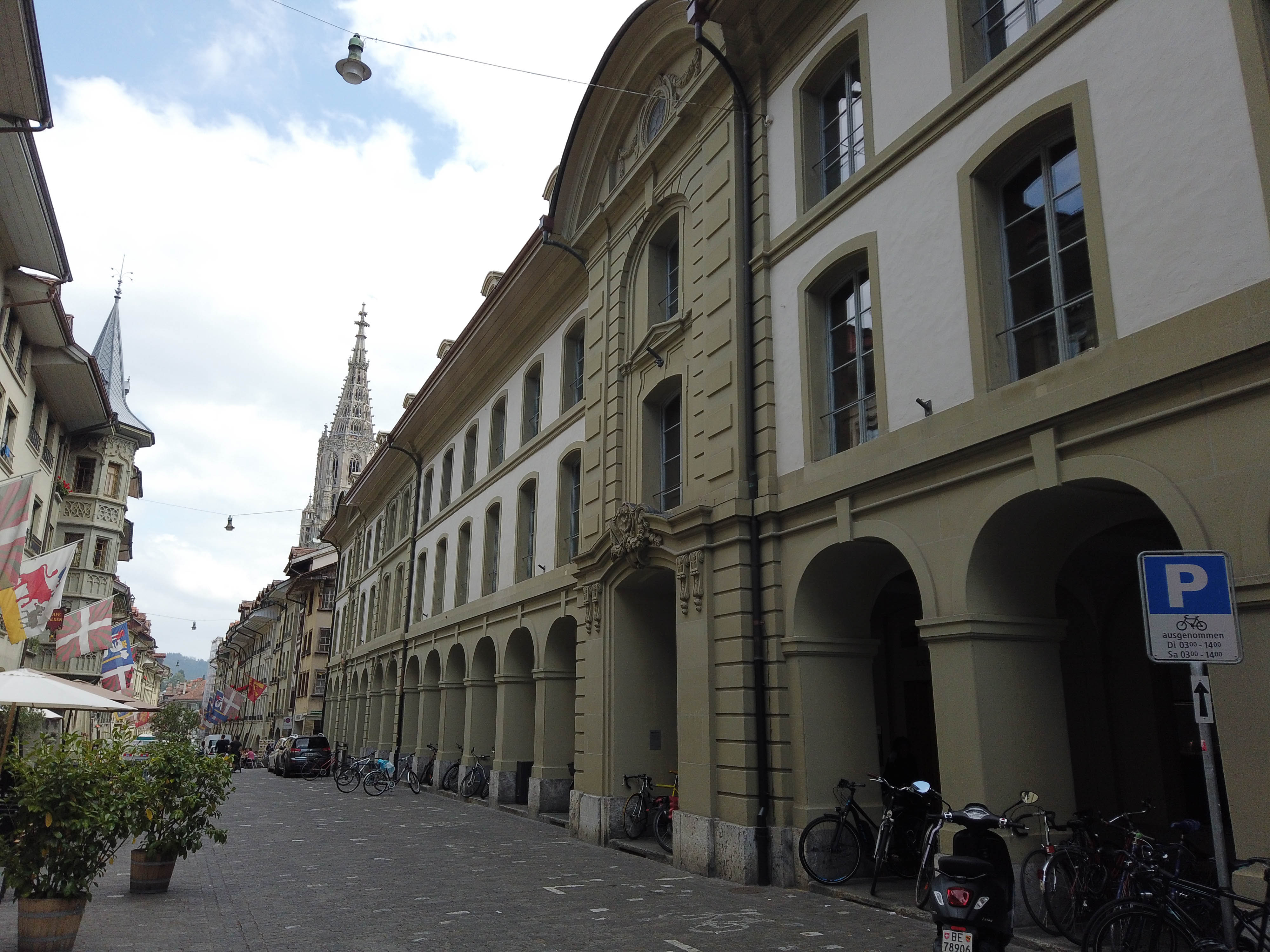
Das Bibliotheksgebäude an der Münstergasse

Die Universitätsbibliothek Bern (UB Bern) ist eine öffentliche Universitätsbibliothek in Bern und gehört der Universität Bern an. Die UB ist auch öffentliche wissenschaftliche Kantonsbibliothek und steht damit allen offen.
Sie bietet Unterstützung für den Studiums- und Forschungsprozess der Universität an. Sie stellt Literatur und andere Informationsmittel in digitaler oder gedruckter Form bereit. Sie bietet eine vielseitige Lern- und Arbeitsinfrastruktur sowie Dienstleistungen und Infrastrukturen im Bereich Open Science an: Sie pflegt und verwaltet das Repositorium BORIS für Publikationen und das Forschungsinformationssystem BORIS Portal für Forschungsdaten und Projektinformationen der Universität Bern. Die UB Bern betreibt Publikationsplattformen für Dissertationen (BORIS Theses), wissenschaftliche Zeitschriften und Bücher von Forschenden der Universität Bern (BOP Serials, BOP Books). Sie bietet finanzielle Unterstützung von Open-Access-Publikationen mit ihrem Publikationsfonds. Und sie sichert die Langzeitarchivierung von wichtigen Daten, die an der Universität Bern produziert werden. Seit Juni 2023 steht der Katalog der Inkunabeln in der Universitätsbibliothek Bern digital im Netz.
Die UB Bern ist Teil der Swiss Library Service Platform (SLSP).

## Struktur

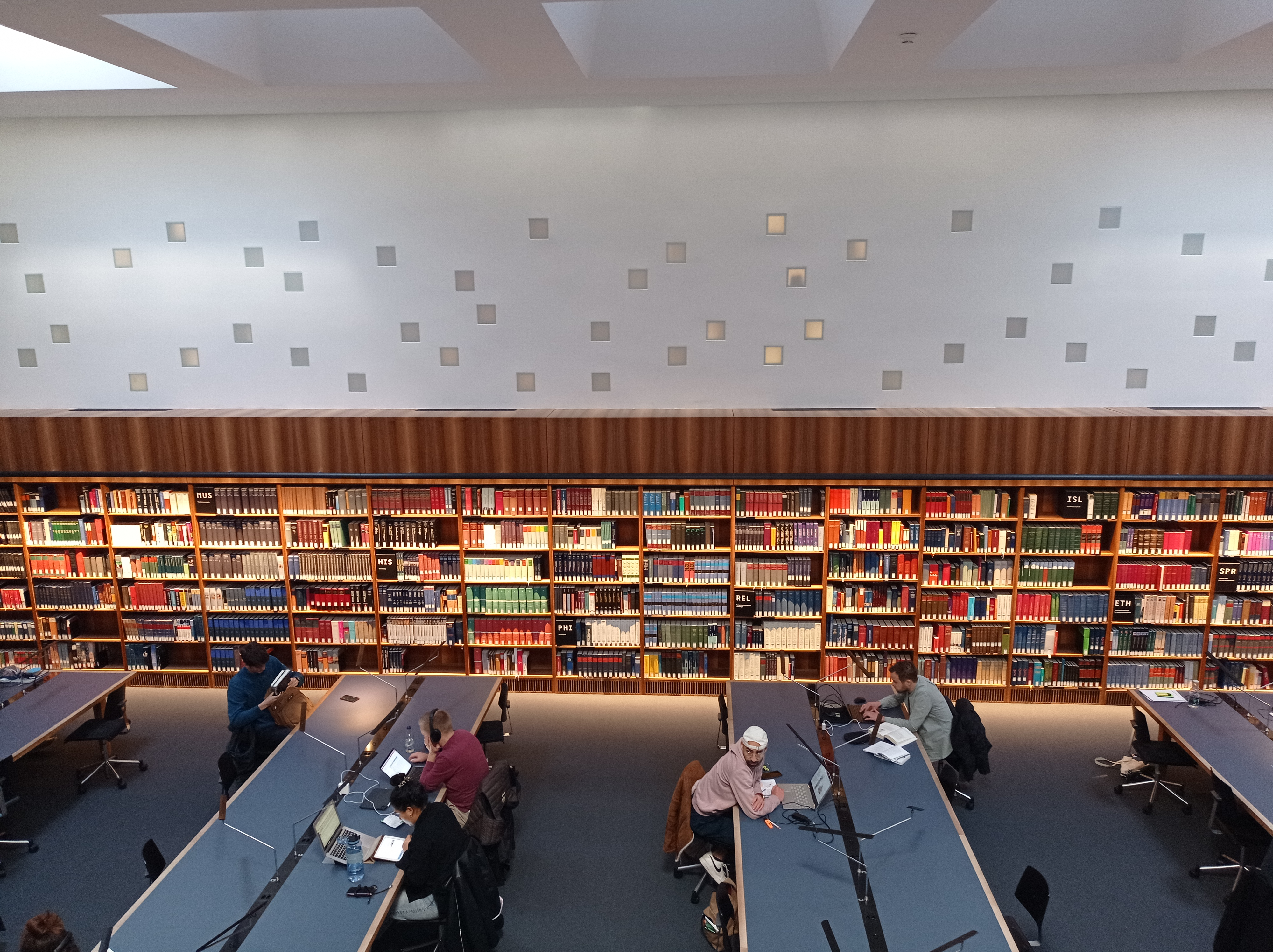
Lesesaal im Untergeschoss der Münstergasse

Die UB Bern besteht aus einer Reihe von Teilbibliotheken. Die Bibliothek Münstergasse (die ehemalige Zentralbibliothek bzw. Stadt- und Universitätsbibliothek Bern, StUB) ist die älteste Teilbibliothek der UB. Das historische Gebäude an der Münstergasse 61–63, in dem die Bibliothek Münstergasse der UB und die Burgerbibliothek Bern untergebracht sind, wurde von 2014 bis im April 2016 umfassend saniert und den Bedürfnissen eines modernen Bibliotheksbetriebs angepasst. Es gilt als ältestes nicht-kirchliches Bibliotheksgebäude der Schweiz.

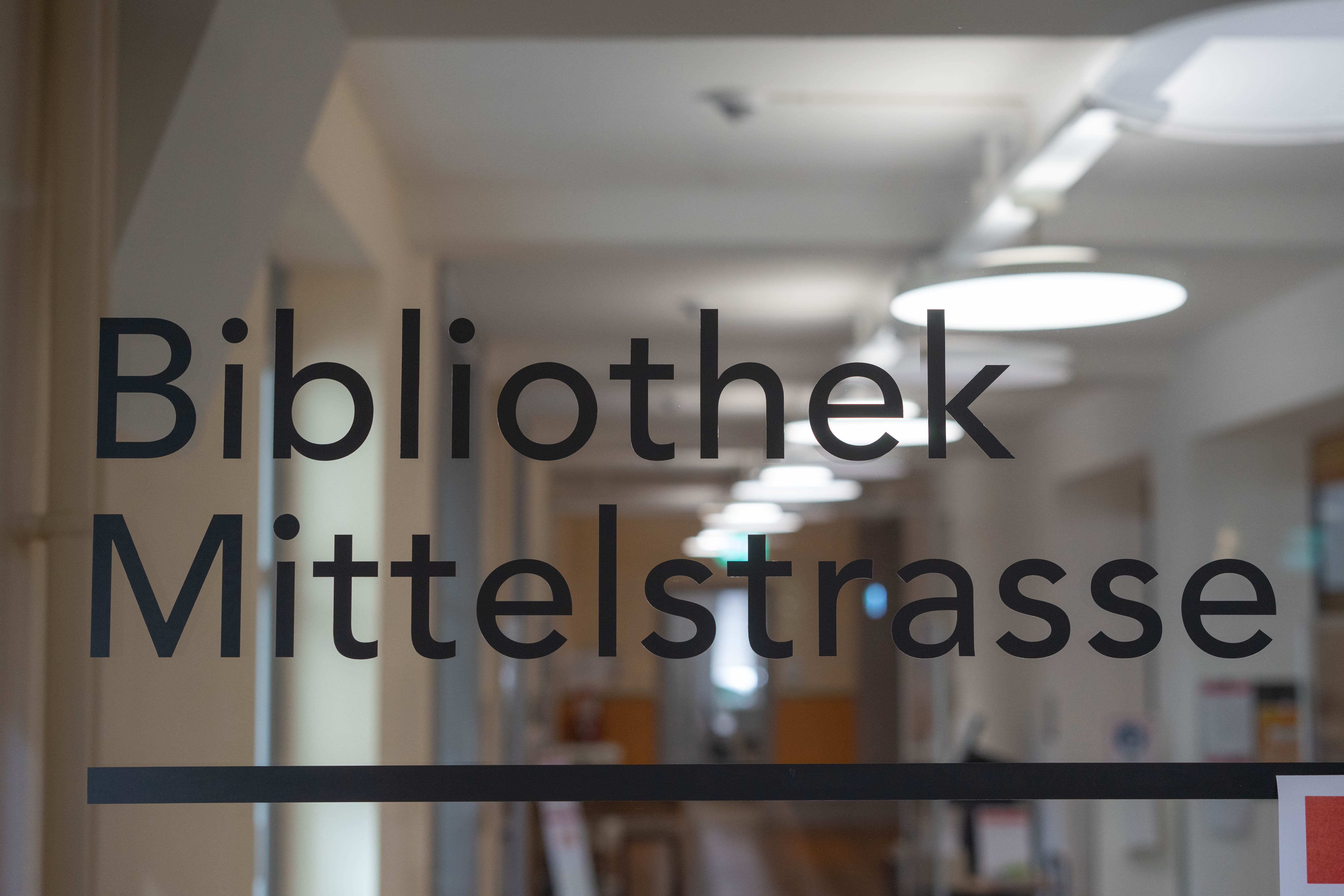
Beschriftung Bibliothek Mittelstrasse

Die Fachbereichsbibliothek Bühlplatz (FBB, eröffnet 1981) wurde 2019 zur Bibliothek Medizin. Die Bibliotheken für Biologie, Geologie, Chemie und Biochemie bilden seit 2019 die Bibliothek Muesmatt. Die Juristische Bibliothek (JBB) wurde 1990 im Hauptgebäude der Universität Bern eröffnet. Die Basisbibliothek Unitobler (BTO, eröffnet 1993) bietet in ihrem Freihandbereich Grundlagen- und Studienliteratur zu geistes- und sozialwissenschaftlichen sowie theologischen Fachgebieten an. Die BTO befindet sich im Untergeschoss des ehemaligen Fabrikgebäudes von Chocolat Tobler. Zusammen mit der Bibliothek Lerchenweg und den Institutsbibliothek des Areals bildet die BTO die Bibliotheken Unitobler. Die Bibliothek von Roll (BvR) wurde 2013 auf dem 1997 von der Firma von Roll aufgegebenen Industrieareal in der Berner Muesmatt eröffnet. Die BvR ist die Bibliothek für die Sozialwissenschaften und die Phil-hum-Fakultät der Universität und die Bibliothek für die PH Bern (Pädagogische Hochschule). Die Bibliothek Mittelstrasse (eröffnet 2018) ist die Teilbibliothek der UB für Archäologie, Kunstgeschichte, Musik- und Theaterwissenschaften, Geschlechterforschung und Nachhaltige Entwicklung. Im selben Gebäude (einem ehemaligen Verwaltungsgebäude der SBB) befindet sich auch die Bibliothek für Sozial-, Präventiv- und Hausarztmedizin PHC der Universitätsbibliothek.
Die Schweizerische Osteuropabibliothek (SOB) wurde 1997 zum Filialbetrieb der damaligen StUB. Die SOB ist spezialisiert auf die Dokumentation der Geschichte, Gesellschaft und Politik des europäischen Ostens im 20. und 21. Jahrhundert.  Darüber hinaus beherbergt sie die "Rossica Europeana", eine wertvolle Sondersammlung von Druckschriften, Karten und Grafiken zu Russland aus (west-)europäischer Sicht (16.–19. Jh.).

## Bibliotheksgeschichte
- 1528–1535: Gründung der Libery der Hohen Schule Bern: nach der Reformation werden zwischen 1533 und 1535 die Buchbestände der Lateinschule, des Chorherrenstifts und der aufgehobenen Berner Klöster zusammengeführt.[15]
- 1632: Schenkung der Privatbibliothek des Diplomaten und Humanisten Jacques Bongars. Mit über 3000 Bänden vergrösserte sich der Bestand der damaligen Bibliothek mehr als um das Doppelte.[15]
- Von 1787 bis 1794 bauen Niklaus Sprüngli und Lorenz Schmid das Ankenwaag-Kornhaus zur Bibliothek um (am heutigen Standort der Bibliothek Münstergasse). Bern hat damit die erste profane Bibliothek der Schweiz mit einem eigenen Gebäude.
- 1803: Bibliothek und Akademie (Hochschule) werden getrennt. Die Stadt Bern übernimmt die Bibliothek, der Kanton die Akademie.
- 1887: Aufteilung der Bibliothek in eine Stadt- und eine Hochschulbibliothek
- 1905: Erneute Zusammenführung der Stadt- und der Hochschulbibliothek
- 1951: Gründung der Stiftung Stadt- und Universitätsbibliothek Bern (StUB) durch den Kanton Bern, die Burgergemeinde Bern und die Einwohnergemeinde der Stadt Bern. Gründung der Burgerbibliothek Bern, die die Handschriften- und Graphikabteilungen der alten Stadtbibliothek übernimmt.
- 1988: Bibliotheksautomatisierung (Anschluss an den Bibliotheksverbund der Universität Basel und gemeinsamer Katalog im Informationsverbund Deutschschweiz Basel-Bern "IDS Basel-Bern")
- 1997: Übernahme der Schweizerischen Osteuropabibliothek (SOB)
- Von 2007 bis 2009 wurden die Stadt- und Universitätsbibliothek (StUB) und die universitären Bibliotheken zur Universitätsbibliothek Bern (UB) fusioniert.[16]

## DigiBern
Die Universitätsbibliothek gibt via Online-Portal DigiBern Zugang zu Dokumenten zur Geschichte und Kultur von Stadt und Kanton Bern. So sind Bücher, Zeitschriften, Zeitungen, Datenbanken und geographische Karten in digitaler Form abrufbar.